# Halda V Zátočině
Halda V Zátočině, nazývaná také Odval V Zátočině nebo Halda pod Starými Oldřůvkami, je břidlicový odval z těžby v lomu V Zátočině. Halda se nachází jižně od vesnice Staré Oldřůvky (části Budišova nad Budišovkou) na svahu kopce nad pravoúhlou zátočinou řeky Odry, před vstupním portálem do lomu V Zátočině ve vojenském újezdu Libavá v okrese Olomouc. Zmíněná pravoúhlá zátočina Odry je způsobena geologickým zlomem Sudetské soustavy. Celý svah, který je pokryt vytěženou břidlicí, je ve spodní části nad řekou Odrou zajištěn cca 5 metrů vysokou opěrnou zdí vyskládanou z břidlice. Z vrcholu břidlicového odvalu je výhled do údolí řeky Odry a na Oderské vrchy. Halda zřejmě začala vznikat v polovině 19. století. Protože se halda nachází ve vojenském prostoru, tak je (mimo vyhrazené dny v roce) veřejnosti nepřístupná.

## Další informace
Halda je přístupná lesními cestami. Výstup po svahu haldy (sesuvový svah převážně z břidlicových desek) může být nebezpečný.
Poblíže haldy se nacházejí čtyři štoly (břidličné a rudné) a také trosky Starooldřůvského Mlýna. Dále proti proudu řeky Odry se nachází bývalý Nový Mlýn. Dále po proudu řeky Odry se nachází Barnovský most a bývalý Novooldřůvský Mlýn.

## Galerie

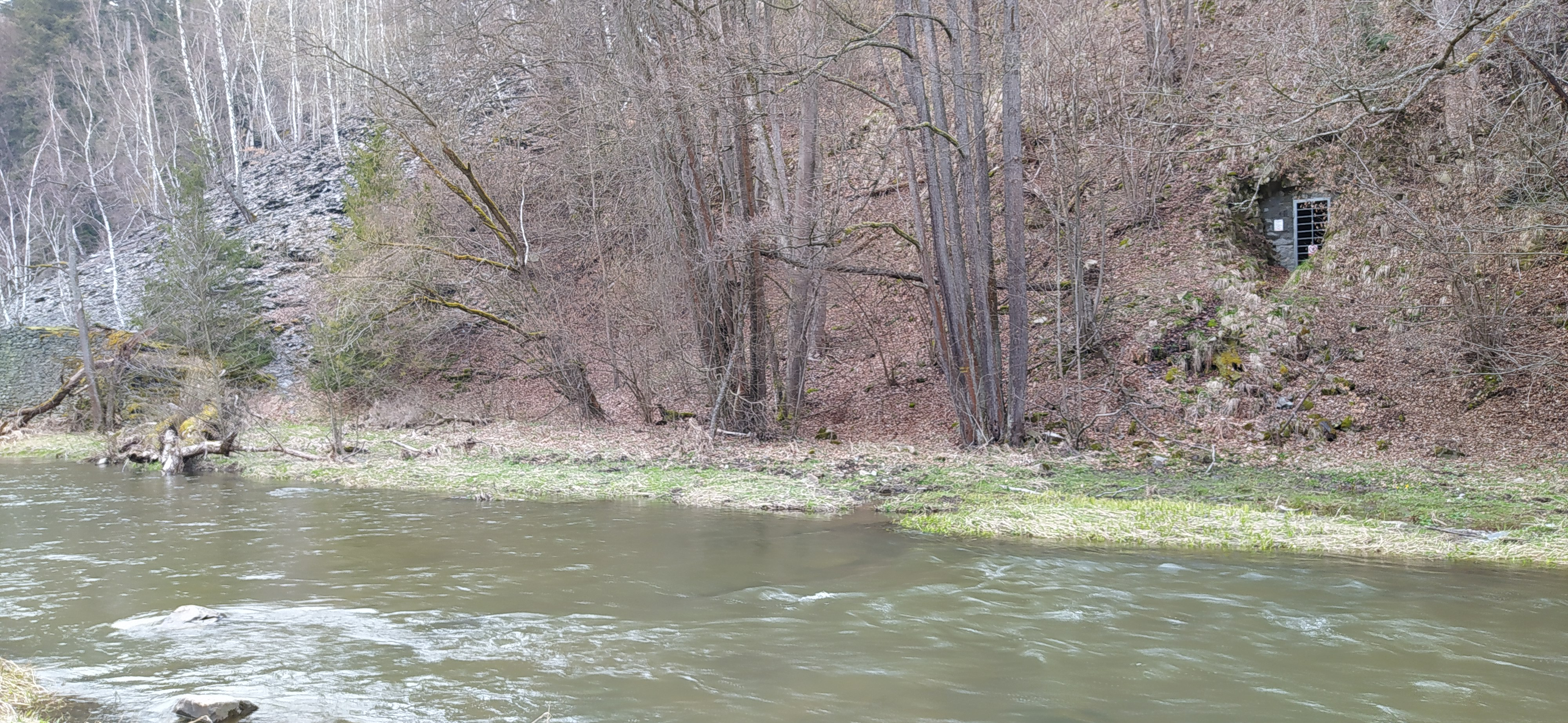
Halda V Zátočině, řeka Odra a vchod do štoly č. II
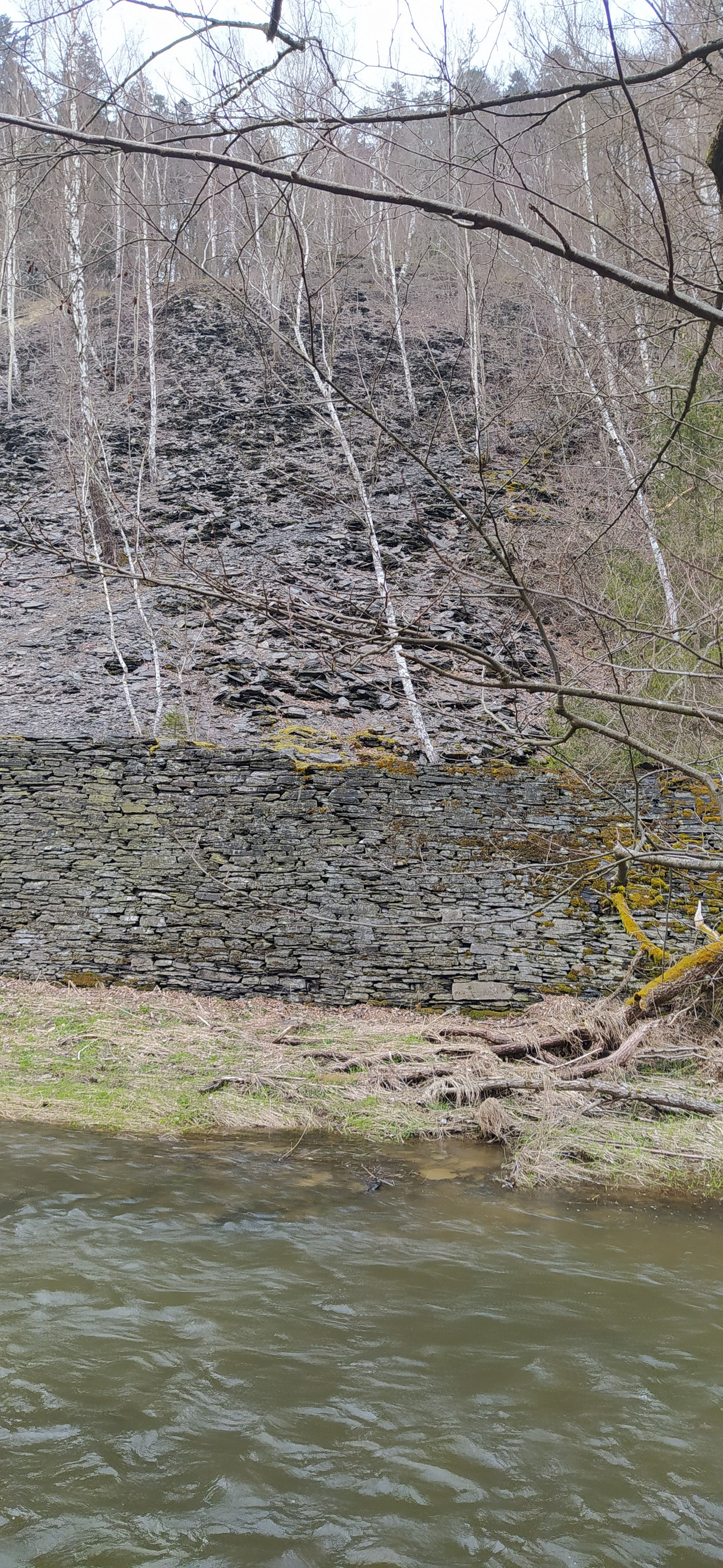
Halda v Zátočině, řeka Odra
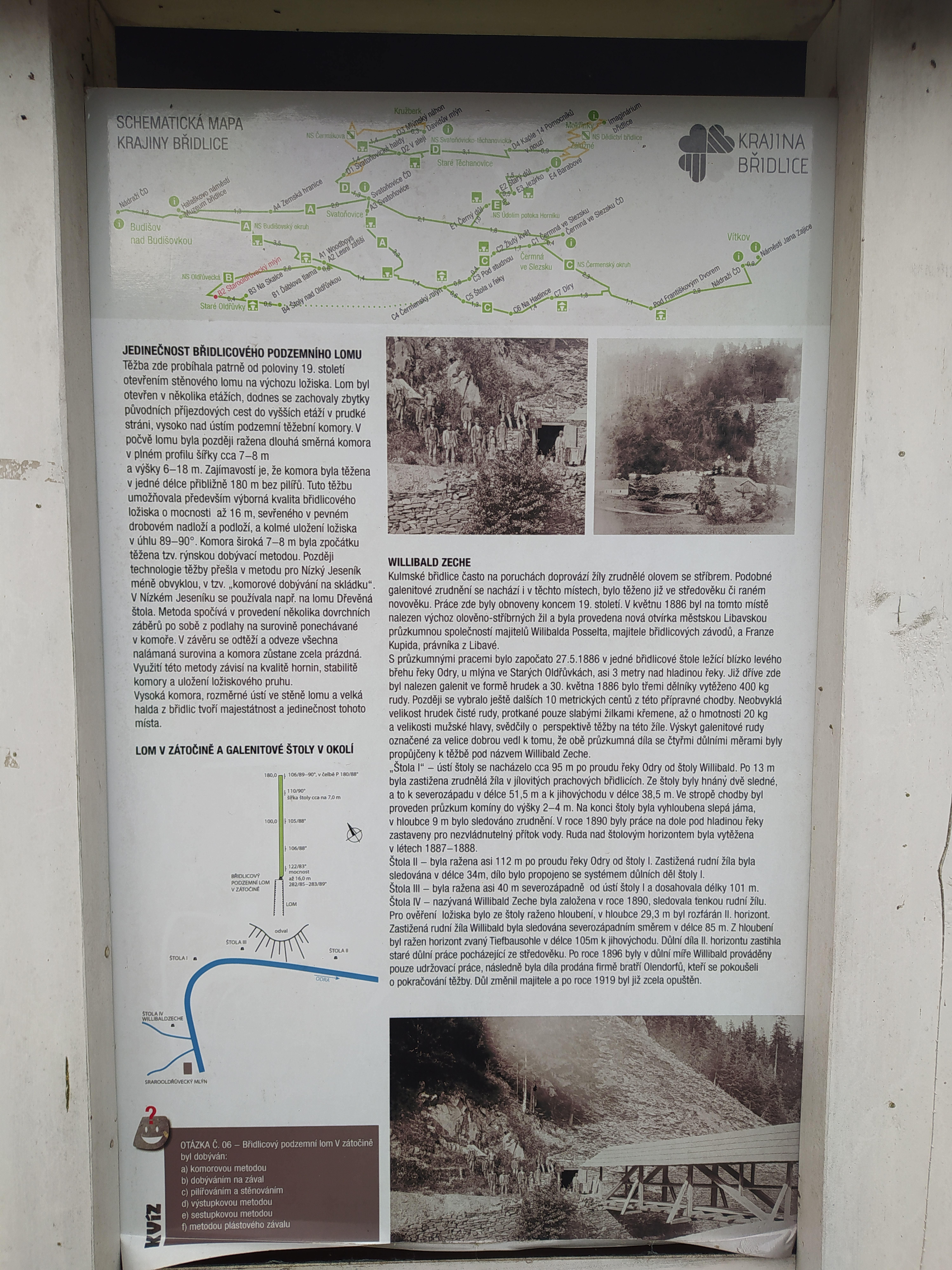
Informační tabule o důlní činnosti V Zátočině (Staré Oldřůvky)
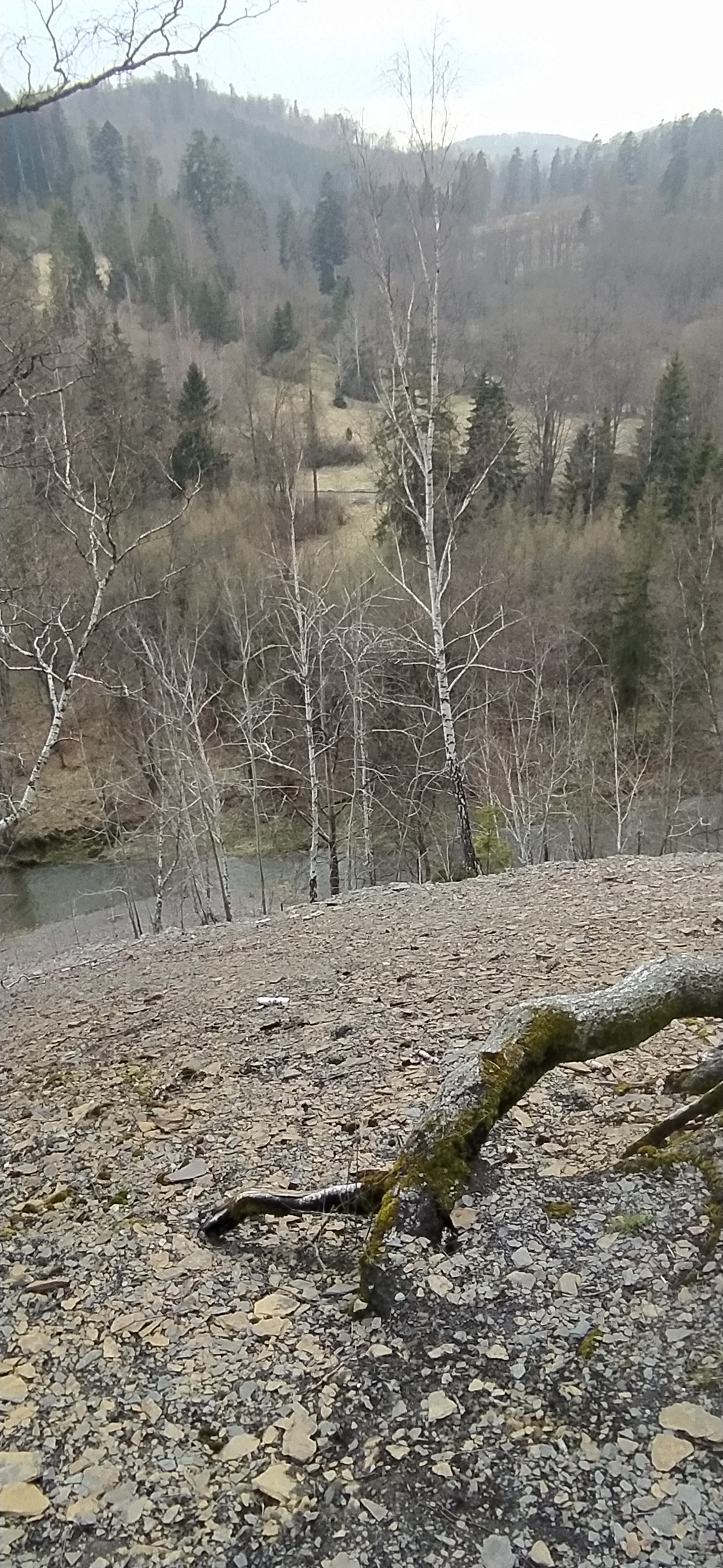
Výhled z vrcholu haldy (bližší vrchol je Novomlýnský vrch a vzdálenější vrchol je Liščí vrch)